# Caponia simoni
Espèce
Caponia simoni est une espèce d'araignées aranéomorphes de la famille des Caponiidae.

## Distribution
Cette espèce est endémique du Cap-Occidental en Afrique du Sud,.

## Description
Caponia simoni compte huit yeux.
Le mâle holotype mesure 5,75 mm

## Étymologie
Cette espèce est nommée en l'honneur d'Eugène Simon.

## Publication originale
- Purcell, 1904 : Descriptions of new genera and species of South African spiders. Transactions of the South African Philosophical Society, vol. 15, p. 115-173 (texte intégral).